# 1900년 미국 하원의원 선거
1900년 미국 하원의원 선거는 1900년 미국에서 치러진 하원의원 선거다.

## 선거 결과
| 정당       | 의석수 |
| ---------- | ------ |
| 공화당     | 198석  |
| 민주당     | 153석  |
| 인민당     | 5석    |
| 은색공화당 | 1석    |
| 합계       | 357석  |